# گروس توولپشتدت
گروس توولپشتدت (به آلمانی: Groß Twülpstedt) یک شهر در آلمان است که در Helmstedt واقع شده‌است. گروس توولپشتدت ۲٬۷۱۲ نفر جمعیت دارد.